# Jean Bart (Gérôme)
Pour les articles homonymes, voir Jean Bart (homonymie).
Jean Bart est un tableau du peintre français Jean-Léon Gérôme. C’est une peinture à l'huile sur panneau de 33 × 27 cm réalisée en 1862, et représentant Jean Bart au Château de Versailles. Elle fait partie d’une collection particulière. 

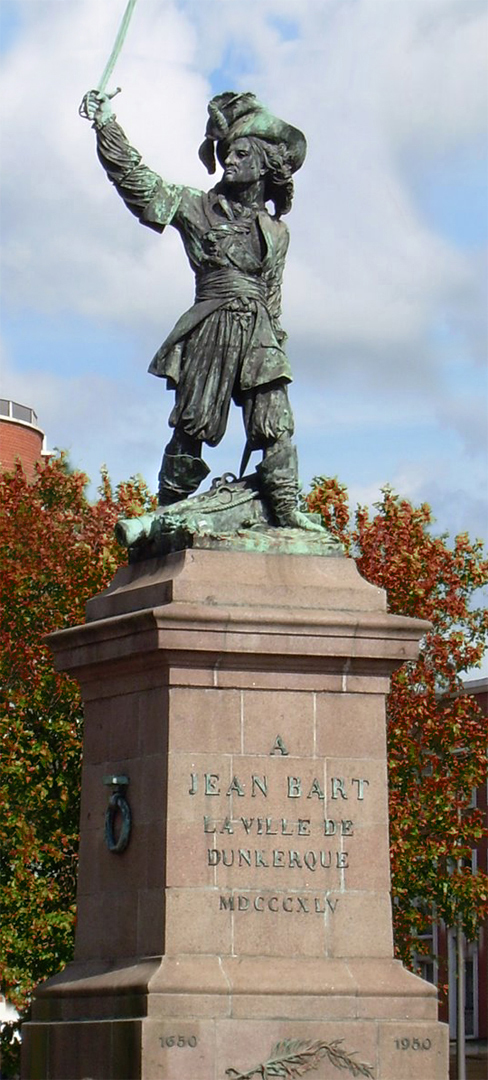
Monument à Jean Bart de Pierre-Jean David d'Angers inaugurée à Dunkerque en 1847.

Le sujet choisi par Gérome est un portrait du corsaire Jean Bart, célèbre pour ses exploits au service de la France durant les guerres de Louis XIV. 
Le chevalier Bart est représenté assis les jambes croisées fumant une longue pipe, accoudé à une table au château de Versailles.
Jean Bart a été invité deux fois à se présenter à Versailles, la seconde pour y être anobli. Le roi lui écrira : « De tous les officiers qui ont mérité l’honneur d’être anoblis, il n’en trouve pas qui s’en soit rendu plus digne que son cher et bien-aimé Jean Bart. »
La toile est signée au milieu en haut sur le second panneau de la porte : J.L.GEROME et 1862 sur deux lignes.